# Ladue (Misuri)
Ladue es una ciudad del condado de San Luis, Misuri, Estados Unidos. Tiene una población estimada, a mediados de 2022, de 8905 habitantes.
Es un suburbio interior (en inglés, inner-ring suburb) de San Luis, por lo que, si bien mantiene su independencia administrativa, en la práctica es un barrio de dicha ciudad. 

## Geografía
Está ubicada en las coordenadas 38°38′11″N 90°23′06″O / 38.63639, -90.38500 (38.636434, -90.385114). Según la Oficina del Censo, tiene una superficie total de 22.19 km², de los cuales 22.17 km² corresponden a tierra firme y 0.02 km² están cubiertos de agua.

## Demografía
Según el censo de 2020, en ese momento había 8989 personas residiendo en la zona. La densidad de población era de 405.46 hab./km². El 86.65% de los habitantes eran blancos, el 1.18% eran afroamericanos, el 0.13% eran amerindios, el 5.68% eran asiáticos, el 0.48% eran de otras razas y el 5.87% eran de una mezcla de razas. Del total de la población, el 2.39% eran hispanos o latinos de cualquier raza.